# Piraikos Syndesmos
Piraikos Syndesmos (gr. Πειραϊκός Σύνδεσμος – pol. Stowarzyszenie Pireusu) – grecki klub sportowy, mający swoją siedzibę w mieście Pireus obok stolicy kraju. Jest jednym z najstarszych klubów sportowych w Grecji. Obecnie działają sekcje koszykówki, siatkówki i lekkoatletyki. Wcześniej istniały również inne sekcje, takie jak: wspinaczka, szermierka, pływanie, piłka wodna, piłka ręczna, jazda na rowerze i piłka nożna. Stowarzyszenie było pionierem w Grecji niemal we wszystkich dyscyplinach sportowych.

## Historia
Chronologia nazw:
- 1894: Piraikos Syndesmos
- 1924: sekcja piłkarska zawieszona - po fuzji z Piraiki Enosi, w wyniku czego powstał A.P.S. Pireas

Klub Piraikos Syndesmos został założony w Pireusie w 1894 roku. W 1897 roku Ethnikos był jednym z założycieli Asocjacji Greckich Atletycznych i Gimnastycznych Stowarzyszeń (wtedy SEAGS), która jako pierwsza od 1906 organizowała turnieje piłkarskie. Był pierwszym klubem piłkarskim z Pireusu, który startował w 1906 w pierwszych nieoficjalnych mistrzostwach Grecji, które organizowała SEAGS. W turniejach piłki nożnej pod patronatem SEAGS klub uczestniczył do 1914. W 1919 po założeniu Asocjacji Klubów Piłkarskich Aten-Pireusu (EPS) brał udział w rozgrywkach lokalnych. W 1921 Asocjacja zmieniła nazwę na Enosi Podosferikon Somation Ellados (EPSE). W sezonie 1922/23 zwyciężył w turnieju EPSE a potem pokonał zwycięzcę z okręgu Salonik i zdobył nieoficjalny tytuł mistrza Grecji. W 1924 sekcja piłki nożnej została zawieszona, po tym jak piłkarze opuścili Piraikos Syndesmos i stworzyli razem z Piraiki Enosi nowy klub piłkarski A.P.S. Pireas.

## Sukcesy

### Trofea międzynarodowe
Nie uczestniczył w rozgrywkach europejskich (stan na 31-12-2016).

### Trofea krajowe
| \| \| Zdobyte trofea w rozgrywkach Grecji (stan na: 31-05-2017) \| |                                                           |      | |
| Rozgrywki                                                          | Osiągnięcie                                               | Razy | Sezon(y) |
| Mistrzostwo                                                        | I miejsce                                                 | 1    | 1922/23 (nieoficjalnie)                                                                                         |
| Mistrzostwo                                                        | II miejsce                                                | 5    | 1906 (nieoficjalnie), 1909/10 (nieoficjalnie), 1910 (nieoficjalnie), 1911 (nieoficjalnie), 1914 (nieoficjalnie) |
| Mistrzostwo                                                        | III miejsce                                               | 1    | 1907/08 (nieoficjalnie)                                                                                         |
| Puchar                                                             | zdobywca                                                  | 0    | |
| Puchar                                                             | finalista                                                 | 0    | |
| II liga                                                            | I miejsce                                                 | 0    | |
| II liga                                                            | II miejsce                                                | 0    | |
| II liga                                                            | III miejsce                                               | 0    | |
| Grecja                                                             | Zdobyte trofea w rozgrywkach Grecji (stan na: 31-05-2017) |      | |